# Tradedoubler
Tradedoubler är ett svenskt onlinemarknadsföringsföretag som är aktivt inom prestationsbaserad marknadsföring och teknologi. Företaget grundades 1999 av Felix Hagnö och Martin Lorentzon och noterades på Stockholmsbörsens O-lista 2005. Aktien är idag noterad på NASDAQ OMX Stockholm Small Cap. Tradedoubler har kontor i 18 europeiska länder och företagets nätverk omfattar 140 000 webbplatser och 2 000 annonsörer. Tradedoublers vd är sedan den 1 september 2014 Matthias Stadelmeyer.
Den 15 januari 2007 lade America Online fram ett erbjudande att köpa Tradedoubler för 6 332 miljoner kronor.[källa behövs] Detta erbjudande drogs dock tillbaka av AOL den 15 mars 2007 efter att aktieägarna i Tradedoubler visade motstånd till att sälja.[källa behövs] Senare det året, den 25 juli 2007 förvärvade Tradedoubler samtliga emitterade aktier i Interactive Marketing Works Ltd och dess dotterbolag, The IMW Group. Köpeskillingen uppgick till 56 miljoner brittiska pund. Den 20 oktober 2009 bytte Tradedoubler namn på The Search Works till td Search för alla sina europeiska marknader. Den 9 november 2011 tillkännagav Tradedoubler att bolagets tillgångar inom sökverksamhet förs över till NetBooster samt att parterna ingår ett strategiskt partnerskap inom onlinemarknadsföring.

## Historik
När Tradedoubler grundades 1999, mitt under IT-bubblan, var deras affärsidé unik. Bolaget var först med att skapa en annonsplattform som knöt till sig ett nätverk av webbplatser som fick betalt för att visa innehåll från annonsörer. Tradedoubler tog betalt för förmedlingen av potentiella kunder till företagen. Genom den plattformen kunde annonsörer visa annonser på de webbplatser som var anslutna till nätverket och webbplatsägaren fick intäkter för att visa banners med reklam på sin sida. Kostnaden för annonsörerna uppstod först när någon klickade på annonsen, köpte något eller registrerade sig som medlem. Systemet möjliggjorde för små webbplatser och bloggar att tjäna pengar på sina sidor.
År 2000, mitt i IT-kraschen när mängder av IT-företag gick i konkurs, lanserade Tradedoubler sin satsning i Europa med hjälp av investeringar från finansmannen George Soros. Investeringen gjorde att Tradedoubler överlevede IT-kraschen och fortsatte att växa.
När Tradedoubler börsintroduceras år 2005 var över 100 000 webbplatser anslutna till annonsnätverket. I samband med börsintroduktionen sålde grundarna sina aktier. Martin Lorentzon använde delar av vinsten till att starta Spotify tillsammans med Daniel Ek. Felix Hagnö blev den första stora externa investeraren i Spotify. Tradedoubler har sedan börsintroduktionen 2005 genomgått flera ägarbyten.